# ボディーだけレディー
「ボディーだけレディー」は、内田順子のシングル。1988年11月1日に日本コロムビアから発売された。

## 概要

### ボディーだけレディー
フジテレビ系アニメ『キテレツ大百科』2代目オープニングテーマとして使われた。

### コロ助ROCK
フジテレビ系アニメ『キテレツ大百科』3代目エンディングテーマとして使われた。
リミックスバージョンが存在し、1988年に発売されたコンピレーション・アルバム『キテレツ大百科 歌と音楽集』に収録された「コロ助ROCK (ロング・バージョン)」をはじめ、1990年に発売されたシングル「すいみん不足」のカップリングに「コロ助ROCK'91」、1992年に発売されたコンピレーション・アルバム『キテレツ大百科 ソング・コレクション'92』に収録された「コロ助ROCK'92」が収録されている。

## 収録曲
| 全作詞: 森雪之丞、全作曲: 林哲司、全編曲: 山本健司。 |                          |          |            |      |
| #                                                    | タイトル                 | 作詞     | 作曲・編曲 | 時間 |
| 1.                                                   | 「ボディーだけレディー」 | 森雪之丞 | 林哲司     | 3:46 |
| 2.                                                   | 「コロ助ROCK」           | 森雪之丞 | 林哲司     | 4:04 |
| 合計時間:                                            | 合計時間:                | 7:50     |            |      |

| 全作詞: 森雪之丞、全作曲: 林哲司、全編曲: 山本健司。 |                                                  |          |            |
| #                                                    | タイトル                                         | 作詞     | 作曲・編曲 |
| 1.                                                   | 「ボディーだけレディー（歌入り）」               | 森雪之丞 | 林哲司     |
| 2.                                                   | 「ボディーだけレディー（オリジナル・カラオケ）」 | 森雪之丞 | 林哲司     |

| 全作詞: 森雪之丞、全作曲: 林哲司、全編曲: 山本健司。 |                                        |          |            |
| #                                                    | タイトル                               | 作詞     | 作曲・編曲 |
| 1.                                                   | 「コロ助ROCK（歌入り）」               | 森雪之丞 | 林哲司     |
| 2.                                                   | 「コロ助ROCK（オリジナル・カラオケ）」 | 森雪之丞 | 林哲司     |

## カバー
| アーティスト         | 収録作品             | 発売日               | 規格品番             |
| ボディーだけレディー | ボディーだけレディー | ボディーだけレディー | ボディーだけレディー |
| -------------------- | -------------------- | -------------------- | -------------------- |
| バンドじゃないもん!  | バンドじゃないもん!  | 2012年10月3日        | WPCL-11176           |